# Tata Bolt
Tata Bolt — индийский хетчбэк производства Tata Motors. Вытеснен с конвейера моделями Tata Tiago и Tata Altroz.

## История

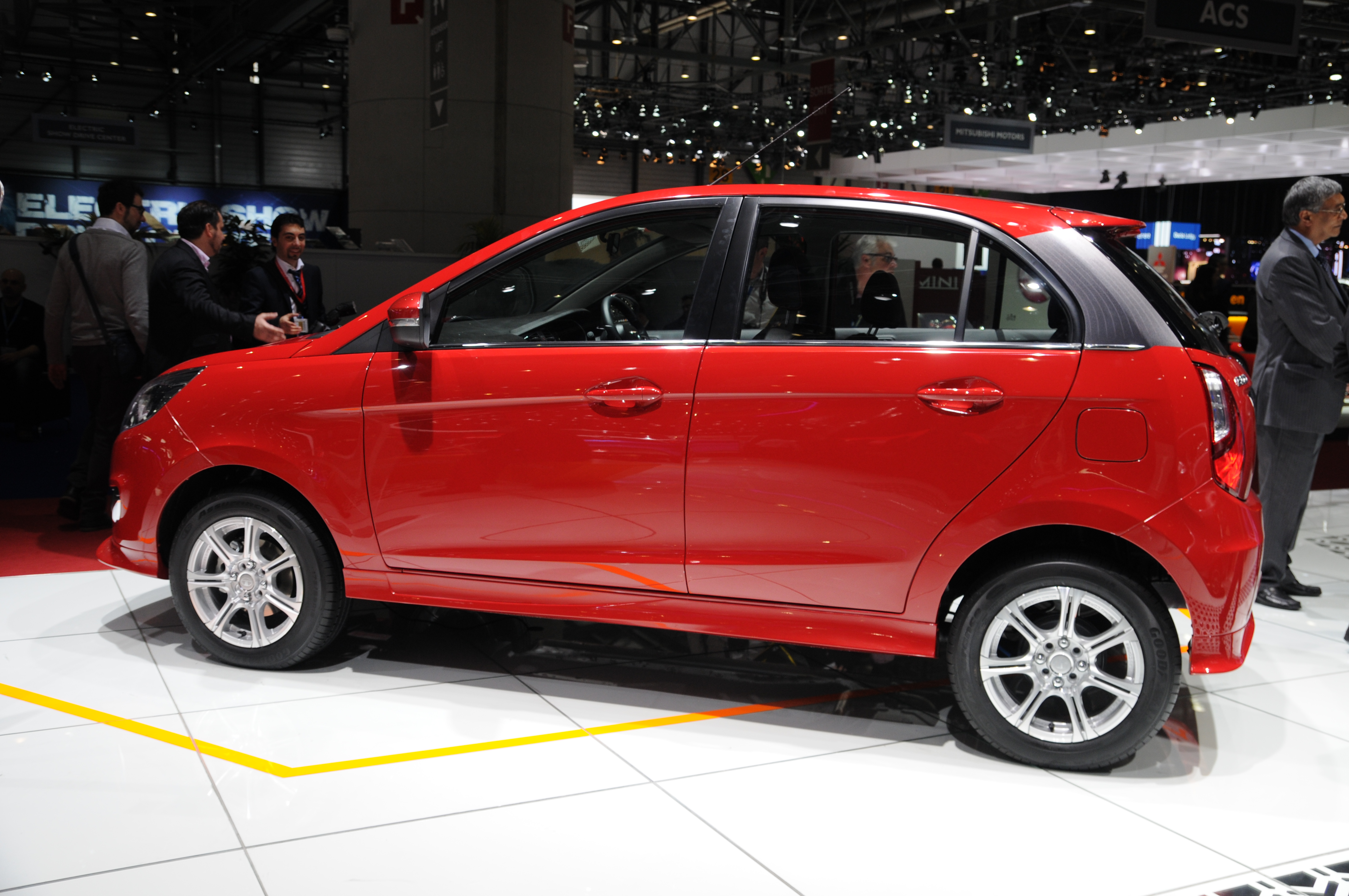
Tata Bolt на Женевском автосалоне (вид слева)

Автомобиль Tata Bolt впервые был представлен на выставке Auto Expo в 2014 году, параллельно с Tata Zest. Поступил в серийное производство в январе 2015 года. Производился на платформе Tata X1, так же, как и Vista и Manza. Производство завершилось в апреле 2019 года.

## Особенности
На Tata Bolt устанавливали бензиновый инжекторный турбодвигатель внутреннего сгорания MPFi Revotron мощностью 90 л. с. и крутящим моментом 140 Н*м, имевший три режима: City, Eco и Sport. Кроме того, модель комплектовалась дизельным турбодвигателем внутреннего сгорания итальянского производства Fiat Multijet Quadrajet мощностью 75 л. с. и крутящим моментом 190 Н*м. Трансмиссия — 5-ступенчатая МКПП.